# Scaphiella
Scaphiella là một chi nhện trong họ Oonopidae.